# 알라후엘라주

알라후엘라주의 위치

알라후엘라주(스페인어: Provincia de Alajuela)는 코스타리카 중북부에 위치한 주로 주도는 알라후엘라이며 면적은 9,757.53km2, 인구는 885,571명(2011년 기준), 인구 밀도는 90.8명/km2이다. 15개 현을 관할한다. 북쪽으로는 니카라과와 국경을 접하며 동쪽으로는 에레디아주, 남쪽으로는 산호세주, 남서쪽으로는 푼타레나스주, 서쪽으로는 과나카스테주와 접한다.

주기
주 문장